# 圣灯街道
圣灯街道，是中华人民共和国四川省成都市成华区下辖的一个已撤销乡镇级行政单位。2019年12月，成华区调整部分街道行政区划。撤销圣灯街道，将原圣灯街道所属行政区域划归二仙桥街道管辖，二仙桥街道办事处驻二仙桥北路16号。

## 行政区划
圣灯街道下辖以下地区：
崔家店社区、东华社区、长林社区、人民塘社区、建北社区、圣灯社区、关家堰社区和关家社区。